# 混合循环
混合循環(Mixed/Dual Cycle)是奧圖循環和迪塞爾循環的熱循環組合，最初由俄裔德國工程師古斯塔夫·特林克勒(Gustav Trinkler)引入，但他從未聲稱開發過這種循環。熱量分別於定容（等容）下和定壓（等壓）下被加入，其優點是有更多的時間使燃料完全燃燒。由於燃料的滯後性，這種循環只能用於柴油機發電機和燒球式柴油機。它由两個絕熱過程、两個定容過程和一個定壓過程組成。

混合循环的压容图

混合循环的温熵图

混合循環包括下列步驟：
- 過程1-2：等熵壓縮。
- 過程2-3：恆容加熱。
- 過程3-4：恆壓加熱。
- 過程4-5：等熵膨脹。
- 過程5-1：恆容散熱。